# Réaction de Pfitzinger
La réaction de Pfitzinger ou réaction de Pfitzinger-Borsche est une méthode de synthèse des acides quinoléine-4-carboxyliques à partir de l'isatine et d'un composé carbonylé en présence d'une base. Elle tient son nom des chimistes allemands Wilhelm Pfitzinger (de),  et Walther Borsche (de).

## Mécanisme réactionnel
La première réaction est l'hydrolyse de l'isatine (1) par une base, par exemple l'hydroxyde de potassium, qui va rompre la liaison amide et donner un céto-acide (2).  Cet intermédiaire peut être isolé, mais il n'est l'est pas en général. On fait ensuite réagir un composé carbonylé (cétone ou aldéhyde) avec la partie aniline pour former une imine (3), puis une énamine par réaction de tautomérisation (4).  Cette dernière va se cycliser avec déshydratation produisant la quinoléine (5) voulue.

## Variations

### Variante de Halberkann
La variante de Halberkann consiste à utiliser une isatine N-acylée qui, par simple réaction avec une base, donnera l'acide 2-hydroxy-quinoléine-4-carboxylique correspondant, la partie alkyle du groupe acyle devenant le substituant en position 3 final.